# Crosby (Minnesota)
Crosby – miasto w Stanach Zjednoczonych, w stanie Minnesota, w hrabstwie Crow Wing.